# Interlands Pools voetbalelftal 1921-1929
Deze pagina toont een chronologisch en gedetailleerd overzicht van de interlands die het Pools voetbalelftal heeft gespeeld in de periode 1921 – 1929.

## Interlands

### 1921
|                                                                        |                |       |       |                                                                                         |
| 18 december Vriendschappelijk № 1 «onderlinge duels» 13:45 uur (UTC+1) | Hongarije      | 1 – 0 | Polen | Hungária Körúti Stadion, Boedapest Toeschouwers: 8.000 Scheidsrechter: Karl Grätz (TCH) |
| 18 december Vriendschappelijk № 1 «onderlinge duels» 13:45 uur (UTC+1) | Jenő Szabó 18' |       |       | Hungária Körúti Stadion, Boedapest Toeschouwers: 8.000 Scheidsrechter: Karl Grätz (TCH) |

### 1922
|                                                                   |       |                                      |           |                                                                                |
| 14 mei Vriendschappelijk № 2 «onderlinge duels» 17:15 uur (UTC+1) | Polen | 0 – 3                                | Hongarije | Stadion Cracovii, Krakau Toeschouwers: 16.000 Scheidsrechter: Karl Grätz (TCH) |
| 14 mei Vriendschappelijk № 2 «onderlinge duels» 17:15 uur (UTC+1) |       | 6' Jenő Seiden 44', 81' Mihály Solti |           | Stadion Cracovii, Krakau Toeschouwers: 16.000 Scheidsrechter: Karl Grätz (TCH) |

|                                                                   |                   |       |                                   |                                                                                    |
| 28 mei Vriendschappelijk № 3 «onderlinge duels» 13:30 uur (UTC+1) | Zweden            | 1 – 2 | Polen                             | Olympisch Stadion, Stockholm Toeschouwers: 16.142 Scheidsrechter: Hugo Meisl (AUT) |
| 28 mei Vriendschappelijk № 3 «onderlinge duels» 13:30 uur (UTC+1) | Olof Svedberg 56' |       | 27' Józef Klotz 74' Józef Garbień | Olympisch Stadion, Stockholm Toeschouwers: 16.142 Scheidsrechter: Hugo Meisl (AUT) |

|                                                                           |                        |       |                     |                                                                                       |
| 3 september Vriendschappelijk № 4 «onderlinge duels» 18:00 uur (UTC+1:44) | Roemenië               | 1 – 1 | Polen               | Stadionul Maccabi, Tsjernivtsi Toeschouwers: 6.000 Scheidsrechter: Hans Schmidt (AUT) |
| 3 september Vriendschappelijk № 4 «onderlinge duels» 18:00 uur (UTC+1:44) | Alexandru Kozovitz 63' |       | 20' Leopold Duźniak | Stadionul Maccabi, Tsjernivtsi Toeschouwers: 6.000 Scheidsrechter: Hans Schmidt (AUT) |

|                                                                      |                    |       |                                                    |                                                                                   |
| 1 oktober Vriendschappelijk № 5 «onderlinge duels» 15:15 uur (UTC+1) | Joegoslavië        | 1 – 3 | Polen                                              | Stadion HAŠK, Zagreb Toeschouwers: 4.000 Scheidsrechter: Heinrich Retschury (AUT) |
| 1 oktober Vriendschappelijk № 5 «onderlinge duels» 15:15 uur (UTC+1) | Vladimir Vinek 35' |       | 8' Józef Kałuża 57' Józef Kałuża 74' Józef Garbień | Stadion HAŠK, Zagreb Toeschouwers: 4.000 Scheidsrechter: Heinrich Retschury (AUT) |

### 1923
|                                                                   |                  |       |                                   |                                                                                        |
| 3 juni Vriendschappelijk № 6 «onderlinge duels» 17:30 uur (UTC+1) | Polen            | 1 – 2 | Joegoslavië                       | Stadion Cracovii, Krakau Toeschouwers: 13.000 Scheidsrechter: Heinrich Retschury (AUT) |
| 3 juni Vriendschappelijk № 6 «onderlinge duels» 17:30 uur (UTC+1) | Józef Kałuża 49' |       | 16' Emil Perška 86' Branko Zinaja | Stadion Cracovii, Krakau Toeschouwers: 13.000 Scheidsrechter: Heinrich Retschury (AUT) |

|                                                                        |                   |       |                | |
| 2 september Vriendschappelijk № 7 «onderlinge duels» 16:00 uur (UTC+1) | Polen             | 1 – 1 | Roemenië       | Stadion im. Marszałka Józefa Piłsudskiego, Lviv Toeschouwers: 10.000 Scheidsrechter: Carl Koppehel (GER) |
| 2 september Vriendschappelijk № 7 «onderlinge duels» 16:00 uur (UTC+1) | Wacław Kuchar 16' |       | 38' Aurel Guga | Stadion im. Marszałka Józefa Piłsudskiego, Lviv Toeschouwers: 10.000 Scheidsrechter: Carl Koppehel (GER) |

|                                                                         |                                                                |       |                                                  |                                                                                      |
| 23 september Vriendschappelijk № 8 «onderlinge duels» 12:00 uur (UTC+2) | Finland                                                        | 5 – 3 | Polen                                            | Töölön Pallokenttä, Helsinki Toeschouwers: 3.000 Scheidsrechter: August Silber (EST) |
| 23 september Vriendschappelijk № 8 «onderlinge duels» 12:00 uur (UTC+2) | Verner Eklöf 15', 37' Aarne Linna 23' Kalle Fallström 60', 70' |       | 37', 80' Wawrzyniec Staliński 83' Juliusz Müller | Töölön Pallokenttä, Helsinki Toeschouwers: 3.000 Scheidsrechter: August Silber (EST) |

|                                                                         |                          |       |                                                                                              |                                                                                     |
| 25 september Vriendschappelijk № 9 «onderlinge duels» 16:30 uur (UTC+2) | Estland                  | 1 – 4 | Polen                                                                                        | Kalevi Keskstaadion, Tallinn Toeschouwers: 4.000 Scheidsrechter: Verner Eklöf (FIN) |
| 25 september Vriendschappelijk № 9 «onderlinge duels» 16:30 uur (UTC+2) | Ernst-Aleksandr Joll 86' |       | 20' Mieczysław Batsch 38' Władysław Kowalski 65' Władysław Kowalski 77' Wawrzyniec Staliński | Kalevi Keskstaadion, Tallinn Toeschouwers: 4.000 Scheidsrechter: Verner Eklöf (FIN) |

|                                                                        |                              |       |                                      |                                                                                 |
| 1 november Vriendschappelijk № 10 «onderlinge duels» 14:30 uur (UTC+1) | Polen                        | 2 – 2 | Zweden                               | Stadion Cracovii, Krakau Toeschouwers: 10.000 Scheidsrechter: Imre Vértes (HUN) |
| 1 november Vriendschappelijk № 10 «onderlinge duels» 14:30 uur (UTC+1) | Wawrzyniec Staliński 7', 49' |       | 15' Harry Dahl 78' Henning Helgesson | Stadion Cracovii, Krakau Toeschouwers: 10.000 Scheidsrechter: Imre Vértes (HUN) |

### 1924
|                                                                    |                                                                 |       |                       |                                                                                     |
| 18 mei Vriendschappelijk № 11 «onderlinge duels» 14:00 uur (UTC+1) | Zweden                                                          | 5 – 1 | Polen                 | Olympisch Stadion, Stockholm Toeschouwers: 13.000 Scheidsrechter: Willem Boas (NED) |
| 18 mei Vriendschappelijk № 11 «onderlinge duels» 14:00 uur (UTC+1) | Sven Rydell 6', 61', 83' Gunnar Olsson 49' Torsten Svensson 69' |       | 57' Mieczysław Batsch | Olympisch Stadion, Stockholm Toeschouwers: 13.000 Scheidsrechter: Willem Boas (NED) |

| Olympische Spelen 1924 |
| ---------------------- |

|                                                                                 |                                                                     |       |       |                                                                              |
| 26 mei Olympische Spelen Eerste ronde № 12 «onderlinge duels» 17:00 uur (UTC+1) | Hongarije                                                           | 5 – 0 | Polen | Stade Bergeyre, Parijs Toeschouwers: 3.578 Scheidsrechter: Job Mutters (NED) |
| 26 mei Olympische Spelen Eerste ronde № 12 «onderlinge duels» 17:00 uur (UTC+1) | József Eisenhoffer 15' Ferenc Hirzer 51', 58' Zoltán Opata 70', 87' |       |       | Stade Bergeyre, Parijs Toeschouwers: 3.578 Scheidsrechter: Job Mutters (NED) |

|  |  |  |  |  |  |  |  |  |

|                                                                     |                                             |       |                                                    |                                                                                       |
| 10 juni Vriendschappelijk № 13 «onderlinge duels» 17:30 uur (UTC+1) | Polen                                       | 2 – 3 | Verenigde Staten                                   | Stadion Agrykola, Warschau Toeschouwers: 8.000 Scheidsrechter: Mihály Iváncsics (HUN) |
| 10 juni Vriendschappelijk № 13 «onderlinge duels» 17:30 uur (UTC+1) | Stanisław Czulak 6' Zygmunt Chruściński 32' |       | 3' Herbert Wells 30' Andy Straden 47' Andy Straden | Stadion Agrykola, Warschau Toeschouwers: 8.000 Scheidsrechter: Mihály Iváncsics (HUN) |

|                                                                     |                                         |       |         |                                                                                          |
| 29 juni Vriendschappelijk № 14 «onderlinge duels» 17:30 uur (UTC+1) | Polen                                   | 2 – 0 | Turkije | Stadion Miejski w Łodzi, Łódź Toeschouwers: 6.000 Scheidsrechter: Mihály Iváncsics (HUN) |
| 29 juni Vriendschappelijk № 14 «onderlinge duels» 17:30 uur (UTC+1) | Mieczysław Balcer 42' Henryk Reyman 43' |       |         | Stadion Miejski w Łodzi, Łódź Toeschouwers: 6.000 Scheidsrechter: Mihály Iváncsics (HUN) |

|                                                                         |                   |       |         |                                                                                      |
| 10 augustus Vriendschappelijk № 15 «onderlinge duels» 17:00 uur (UTC+1) | Polen             | 1 – 0 | Finland | Stadion Agrykola, Warschau Toeschouwers: 4.000 Scheidsrechter: Bohumil Ženišek (TCH) |
| 10 augustus Vriendschappelijk № 15 «onderlinge duels» 17:00 uur (UTC+1) | Henryk Reyman 59' |       |         | Stadion Agrykola, Warschau Toeschouwers: 4.000 Scheidsrechter: Bohumil Ženišek (TCH) |

|                                                                         |                                                                      |       |       |                                                                               |
| 31 augustus Vriendschappelijk № 16 «onderlinge duels» 16:30 uur (UTC+1) | Hongarije                                                            | 4 – 0 | Polen | Üllői Út, Boedapest Toeschouwers: 24.000 Scheidsrechter: Heinrich Plhak (AUT) |
| 31 augustus Vriendschappelijk № 16 «onderlinge duels» 16:30 uur (UTC+1) | Władysław Karasiak 31' (e.d.) József Takács 38', 40' György Orth 59' |       |       | Üllői Út, Boedapest Toeschouwers: 24.000 Scheidsrechter: Heinrich Plhak (AUT) |

### 1925
|                                                                     |       |                                         |           |                                                                             |
| 19 juli Vriendschappelijk № 17 «onderlinge duels» 17:30 uur (UTC+1) | Polen | 0 – 2                                   | Hongarije | Stadion Wisły, Krakau Toeschouwers: 8.000 Scheidsrechter: Eugen Braun (AUT) |
| 19 juli Vriendschappelijk № 17 «onderlinge duels» 17:30 uur (UTC+1) |       | 59' József Winkler 78' József Holzbauer |           | Stadion Wisły, Krakau Toeschouwers: 8.000 Scheidsrechter: Eugen Braun (AUT) |

|                                                                         |                                    |       |                                           |                                                                                       |
| 30 augustus Vriendschappelijk № 18 «onderlinge duels» 13:00 uur (UTC+2) | Finland                            | 2 – 2 | Polen                                     | Töölön Pallokenttä, Helsinki Toeschouwers: 2.500 Scheidsrechter: Trygve Høgberg (NOR) |
| 30 augustus Vriendschappelijk № 18 «onderlinge duels» 13:00 uur (UTC+2) | Aarne Linna 40' Untamo Kulmala 85' |       | 57' Wawrzyniec Staliński 60' Józef Kałuża | Töölön Pallokenttä, Helsinki Toeschouwers: 2.500 Scheidsrechter: Trygve Høgberg (NOR) |

|                                                                         |         |       |       |                                                                                      |
| 2 september Vriendschappelijk № 19 «onderlinge duels» 15:00 uur (UTC+2) | Estland | 0 – 0 | Polen | Kalevi Keskstaadion, Tallinn Toeschouwers: 3.000 Scheidsrechter: August Silber (EST) |
| 2 september Vriendschappelijk № 19 «onderlinge duels» 15:00 uur (UTC+2) |         |       |       | Kalevi Keskstaadion, Tallinn Toeschouwers: 3.000 Scheidsrechter: August Silber (EST) |

|                                                                       |               |       |                                    |                                                                                |
| 2 oktober Vriendschappelijk № 20 «onderlinge duels» 16:00 uur (UTC+2) | Turkije       | 1 – 2 | Polen                              | Taksimstadion, Istanbul Toeschouwers: 7.000 Scheidsrechter: Peco Bauwens (GER) |
| 2 oktober Vriendschappelijk № 20 «onderlinge duels» 16:00 uur (UTC+2) | Zeki Günel 5' |       | 26' Józef Adamek 65' Leon Sperling | Taksimstadion, Istanbul Toeschouwers: 7.000 Scheidsrechter: Peco Bauwens (GER) |

|                                                                        |                                     |       |                                                                    |                                                                                     |
| 1 november Vriendschappelijk № 21 «onderlinge duels» 14:00 uur (UTC+1) | Polen                               | 2 – 6 | Zweden                                                             | Stadion Cracovii, Krakau Toeschouwers: 6.000 Scheidsrechter: František Cejnar (CZE) |
| 1 november Vriendschappelijk № 21 «onderlinge duels» 14:00 uur (UTC+1) | Leon Sperling 23' Wacław Kuchar 62' |       | 7', 9' Albin Dahl 25', 28', 30' Filip Johansson 40' Gunnar Rydberg | Stadion Cracovii, Krakau Toeschouwers: 6.000 Scheidsrechter: František Cejnar (CZE) |

### 1926
|                                                                    |                                          |       |         |                                                                                  |
| 4 juli Vriendschappelijk № 22 «onderlinge duels» 15:30 uur (UTC+1) | Polen                                    | 2 – 0 | Estland | Stadion Agrykola, Warschau Toeschouwers: 4.000 Scheidsrechter: Imre Vértes (HUN) |
| 4 juli Vriendschappelijk № 22 «onderlinge duels» 15:30 uur (UTC+1) | Józef Sobota 13' Aleksander Tupalski 68' |       |         | Stadion Agrykola, Warschau Toeschouwers: 4.000 Scheidsrechter: Imre Vértes (HUN) |

|                                                                        |                                                                               |       |                   |                                                                                  |
| 8 augustus Vriendschappelijk № 23 «onderlinge duels» 16:00 uur (UTC+1) | Polen                                                                         | 7 – 1 | Finland           | Stadion Warty, Poznan Toeschouwers: 9.000 Scheidsrechter: František Cejnar (TCH) |
| 8 augustus Vriendschappelijk № 23 «onderlinge duels» 16:00 uur (UTC+1) | Wawrzyniec Staliński 9', 60', 72' Mieczysław Batsch 33' (pen.), 44', 77', 90' |       | 40' Leo Laaksonen | Stadion Warty, Poznan Toeschouwers: 9.000 Scheidsrechter: František Cejnar (TCH) |

|                                                                         |                                                                       |       |                          |                                                                                            |
| 20 augustus Vriendschappelijk № 24 «onderlinge duels» 17:00 uur (UTC+1) | Hongarije                                                             | 4 – 1 | Polen                    | Hungária Körúti Stadion, Boedapest Toeschouwers: 9.000 Scheidsrechter: Ernest Fabris (YGU) |
| 20 augustus Vriendschappelijk № 24 «onderlinge duels» 17:00 uur (UTC+1) | József Kautzky 9' László Horváth 31' Károly Fogl 42' Gyula Senkey 61' |       | 48' Wawrzyniec Staliński | Hungária Körúti Stadion, Boedapest Toeschouwers: 9.000 Scheidsrechter: Ernest Fabris (YGU) |

|                                                                          | |       |                     |                                                                                              |
| 12 september Vriendschappelijk № 25 «onderlinge duels» 16:00 uur (UTC+1) | Polen                                                                                              | 6 – 1 | Turkije             | Wojska Polskiegostadion, Lemberg Toeschouwers: 10.000 Scheidsrechter: František Cejnar (TCH) |
| 12 september Vriendschappelijk № 25 «onderlinge duels» 16:00 uur (UTC+1) | Mieczysław Batsch 27' Mieczysław Balcer 48' Zygmunt Steuermann 50', 68', 71' Mieczysław Batsch 77' |       | 86' Alâaddin Baydar | Wojska Polskiegostadion, Lemberg Toeschouwers: 10.000 Scheidsrechter: František Cejnar (TCH) |

|                                                                       |                                         |       |                  |                                                                                          |
| 3 oktober Vriendschappelijk № 26 «onderlinge duels» 14:00 uur (UTC+1) | Zweden                                  | 3 – 1 | Polen            | Olympisch Stadion, Stockholm Toeschouwers: 17.000 Scheidsrechter: Ragnvald Smedvik (NOR) |
| 3 oktober Vriendschappelijk № 26 «onderlinge duels» 14:00 uur (UTC+1) | Gunnar Rydberg 30', 31' Tore Keller 43' |       | 54' Józef Adamek | Olympisch Stadion, Stockholm Toeschouwers: 17.000 Scheidsrechter: Ragnvald Smedvik (NOR) |

|                                                                        |                                         |       |                                                  | |
| 10 oktober Vriendschappelijk № 27 «onderlinge duels» 13:00 uur (UTC+1) | Noorwegen                               | 3 – 4 | Polen                                            | Fredrikstad Idræts- og Fotbaldplads, Fredrikstad Toeschouwers: 5.000 Scheidsrechter: Lauritz Andersen (DEN) |
| 10 oktober Vriendschappelijk № 27 «onderlinge duels» 13:00 uur (UTC+1) | Birger Steen 42', 76' Arne Andersen 54' |       | 58', 86' Mieczysław Balcer 62', 63' Józef Kałuża | Fredrikstad Idræts- og Fotbaldplads, Fredrikstad Toeschouwers: 5.000 Scheidsrechter: Lauritz Andersen (DEN) |

### 1927
|                                                                        |                                       |       |                                                         | |
| 19 juni Vriendschappelijk № 28 «onderlinge duels» 18:00 uur (UTC+1:44) | Roemenië                              | 3 – 3 | Polen                                                   | Stadionul Oficiul Național de Educație Fizică, Boekarest Toeschouwers: 8.000 Scheidsrechter: Ladislav Štépanovský (TCH) |
| 19 juni Vriendschappelijk № 28 «onderlinge duels» 18:00 uur (UTC+1:44) | István Avar 12', 60' Mihai Tänzer 41' |       | 51' Józef Kałuża 64' Karol Pazurek 76' Stanisław Wójcik | Stadionul Oficiul Național de Educație Fizică, Boekarest Toeschouwers: 8.000 Scheidsrechter: Ladislav Štépanovský (TCH) |

### 1928
|                                                                     |                                                      |       |                                                       |                                                                                        |
| 10 juni Vriendschappelijk № 29 «onderlinge duels» 17:30 uur (UTC+1) | Polen                                                | 3 – 3 | Verenigde Staten                                      | Stadion Agrykola, Warschau Toeschouwers: 10.000 Scheidsrechter: František Cejnar (TCH) |
| 10 juni Vriendschappelijk № 29 «onderlinge duels» 17:30 uur (UTC+1) | Wacław Kuchar 12', 78' Zygmunt Steuermann 89' (pen.) |       | 59' Francis Ryan 64' James Gallagher 74' Rudy Kuntner | Stadion Agrykola, Warschau Toeschouwers: 10.000 Scheidsrechter: František Cejnar (TCH) |

|                                                                    |                                            |       |                   |                                                                                               |
| 1 juli Vriendschappelijk № 30 «onderlinge duels» 18:30 uur (UTC+1) | Polen                                      | 2 – 1 | Zweden            | Stadion van 1. FC Kattowitz, Katowice Toeschouwers: 17.000 Scheidsrechter: Peco Bauwens (GER) |
| 1 juli Vriendschappelijk № 30 «onderlinge duels» 18:30 uur (UTC+1) | Wawrzyniec Staliński 25' Wacław Kuchar 70' |       | 10' Einar Persson | Stadion van 1. FC Kattowitz, Katowice Toeschouwers: 17.000 Scheidsrechter: Peco Bauwens (GER) |

|                                                                             |                                      |       |                        |                                                                               |
| 27 oktober Slavic Tournament 1928 № 31 «onderlinge duels» 15:00 uur (UTC+1) | Tsjecho-Slowakije                    | 3 – 2 | Polen                  | Letenský Stadion, Praag Toeschouwers: 5.000 Scheidsrechter: Eugen Braun (AUT) |
| 27 oktober Slavic Tournament 1928 № 31 «onderlinge duels» 15:00 uur (UTC+1) | Antonín Puč 31', 61' Karel Bejbl 33' |       | 69', 72' Henryk Reyman | Letenský Stadion, Praag Toeschouwers: 5.000 Scheidsrechter: Eugen Braun (AUT) |

### 1929
Geen interlands gespeeld.
België · Bulgarije · Denemarken · Duitsland · Engeland · Estland · Finland · Frankrijk · Griekenland · Hongarije · Ierland · Italië · Joegoslavië · Letland · Litouwen · Luxemburg · Nederland · Noord-Ierland · Noorwegen · Oostenrijk · Polen · Portugal · Roemenië · Schotland · Sovjet-Unie · Spanje · Tsjecho-Slowakije · Turkije · Wales · Zweden · Zwitserland
Poolse voetbalbond · A-internationals · Selecties · Statistieken · Pools vrouwenelftal · Olympisch elftal · Polen U21 · Polen U20 · Polen U19 · Polen U18 · Polen U17 · Polen U16
1921 – 1929 ·
1930 – 1939 ·
1940 – 1949 ·
1950 – 1959 ·
1960 – 1969 ·
1970 – 1979 ·
1980 – 1989 ·
1990 – 1999 ·
2000 – 2009 ·
2010 – 2019 ·
2020 – 2029
EK 2008 · 
EK 2012 · 
EK 2016 · 
EK 2020
WK 1938 ·
WK 1974 ·
WK 1978 ·
WK 1982 ·
WK 1986 ·
WK 2002 ·
WK 2006 ·
WK 2018
OS 1924 ·
OS 1936 ·
OS 1972 ·
OS 1976 ·
OS 1992
1921 · 
1922 · 
1923 · 
1924 · 
1925 · 
1926 · 
1927 · 
1928 · 
1929 · 
1930 · 
1931 · 
1932 · 
1933 · 
1934 · 
1935 · 
1936 · 
1937 · 
1938 · 
1939 · 
1940–1946 · 
1947 · 
1948 · 
1949 · 
1950 · 
1951 · 
1952 · 
1953 · 
1954 · 
1955 · 
1956 · 
1957 · 
1958 · 
1959 · 
1960 · 
1961 · 
1962 · 
1963 · 
1964 · 
1965 · 
1966 · 
1967 · 
1968 · 
1969 · 
1970 · 
1971 · 
1972 · 
1973 · 
1974 · 
1975 · 
1976 · 
1977 · 
1978 · 
1979 · 
1980 · 
1981 · 
1982 · 
1983 · 
1984 · 
1985 · 
1986 · 
1987 · 
1988 · 
1989 · 
1990 · 
1991 · 
1992 · 
1993 · 
1994 · 
1995 · 
1996 · 
1997 · 
1998 · 
1999 · 
2000 · 
2001 · 
2002 · 
2003 · 
2004 · 
2005 · 
2006 · 
2007 · 
2008 · 
2009 · 
2010 · 
2011 · 
2012 · 
2013 · 
2014 ·
2015 ·
2016 ·
2017 ·
2018 ·
2019 ·
2020 ·
2021
Albanië ·
Algerije ·
Andorra ·
Argentinië ·
Armenië ·
Australië ·
Azerbeidzjan ·
België ·
Bolivia ·
Bosnië en Herzegovina ·
Brazilië ·
Bulgarije ·
Canada ·
Chili ·
China ·
Colombia ·
Costa Rica ·
Cyprus ·
DDR ·
Denemarken ·
Duitsland ·
Ecuador ·
Egypte ·
Engeland ·
Estland ·
Faeröer · 
Finland ·
Frankrijk ·
Georgië ·
Gibraltar ·
Griekenland ·
Guatemala ·
Haïti ·
Hongarije ·
Ierland ·
India ·
Irak ·
Iran ·
Israël ·
Italië ·
Ivoorkust ·
IJsland ·
Japan ·
Joegoslavië ·
Kameroen ·
Kazachstan ·
Koeweit ·
Kroatië ·
Letland ·
Libië ·
Liechtenstein ·
Litouwen ·
Luxemburg ·
Marokko ·
Malta ·
Mexico ·
Moldavië ·
Montenegro ·
Nederland ·
Nieuw-Zeeland ·
Nigeria ·
Noord-Ierland ·
Noord-Korea ·
Noord-Macedonië ·
Noorwegen ·
Oekraïne ·
Oostenrijk ·
Peru ·
Portugal ·
Roemenië ·
Rusland ·
San Marino ·
Saoedi-Arabië · 
Schotland ·
Senegal ·
Servië ·
Servië en Montenegro · 
Singapore ·
Slovenië ·
Slowakije ·
Sovjet-Unie ·
Spanje ·
Thailand · 
Tsjechië ·
Tsjecho-Slowakije ·
Tunesië ·
Turkije ·
Uruguay ·
Verenigde Arabische Emiraten ·
Verenigde Staten ·
Wales ·
Wit-Rusland ·
Zuid-Afrika ·
Zuid-Korea ·
Zweden ·
Zwitserland
België (1982) ·
Colombia (2018) ·
Costa Rica (2006) ·
Duitsland (2006) ·
Duitsland (2008) ·
Duitsland (2016) ·
Ecuador (2006) ·
Frankrijk (1982) ·
Frankrijk (2022) ·
Griekenland (2012) ·
Italië (1982, 1) ·
Italië (1982, 2) ·
Japan (2018) ·
Kameroen (1982) ·
Kroatië (2008) ·
Noord-Ierland (2016) ·
Oostenrijk (2008) ·
Peru (1982) ·
Rusland (2012) ·
Senegal (2018) ·
Slowakije (2021) ·
Sovjet-Unie (1982) ·
Spanje (2021) ·
Tsjechië (2012) ·
Zweden (2021)